# Cantón de Belcaire
El cantón de Belcaire era una división administrativa francesa, que estaba situada en el departamento de Aude y la región de Languedoc-Rosellón.

## Composición
El cantón estaba formado por diecisiete comunas:
- Aunat
- Belcaire
- Belfort-sur-Rebenty
- Belvis
- Campagna-de-Sault
- Camurac
- Comus
- Espezel
- Fontanès-de-Sault
- Galinagues
- Joucou
- La Fajolle
- Mazuby
- Mérial
- Niort-de-Sault
- Rodome
- Roquefeuil

## Supresión del cantón de Belcaire
En aplicación del Decreto n.º 2014-204 de 21 de febrero de 2014, el cantón de Belcaire fue suprimido el 22 de marzo de 2015 y sus 17 comunas pasaron a formar parte del nuevo cantón del Alto Valle del Aude (de marzo de 2015 a enero de 2016 llamado Cantón de Quillan).